# Mlokomaniskulon
Mlokomaniskulon is een bestuurslaag in het regentschap Wonogiri van de provincie Midden-Java, Indonesië. Mlokomaniskulon telt 2759 inwoners (volkstelling 2010).